# كابيتال للمطارات القابضة
شركة كابيتال للمطارات القابضة (CAH) Capital Airport Holding هي شركة مملوك بالكامل لإدارة الطيران المدني في الصين التي تدير المطارات. وهي الشركة الأم لمطار العاصمة بكين الدولي، مشغل المطار الذي يحمل نفس الاسم.

## السوق
تدير شركة كابيتال للمطارات القابضة 40 شركة مملوكة بالكامل أو قابضة في المجموعة بأصول تزيد قيمتها عن 100 مليار يوان ونحو 38000 موظف. تضم الشركة أكثر من 40 مطارًا في تسع مقاطعات (بلدية تابعة مباشرة للحكومة المركزية ومنطقة الحكم الذاتي) بما في ذلك بكين وتيانجين وجيانغشي وهوبى وتشونغتشينغ وقويتشو وجيلين ومنغوليا الداخلية وهيلونغجيانغ .
المجموعة لديها أيضا استثمارات في شنيانغ وداليان المطارات. تسيطر الشركة على 30٪ من إنتاجية الركاب في سوق الطيران المدني الوطني .

## روابط خارجية
- الموقع الرسمي